# 井領
井領または囲領（いりょう）とは、道路や水路の利便性向上を目的として地権者が土地を提供することをいう。井領による道路は「井領道路」、水路は「井領水路」と呼ばれる。

## 概要
井領は隣地との間に道路や水路を通すため、あるいは狭小な道路や水路を拡幅するために周辺の住民が自主的にセットバックをして土地を提供したものである。所有権は地権者にあるものの管理は市町村などに委任されており、市町村などから借地料が支払われているケースもある。一般には「井領」と表記するが、愛知県愛西市では「囲領」と表記されることが多い。
特に道路の場合は緊急車両の通行や消防活動空地を確保する目的で、幅員4メートルに満たない狭隘道路では道路中心線から2メートルを控えて塀などを造ることを求められることも多い。しかし自主的な提供であるため将来的な境界トラブルも懸念されることから、地籍調査・分筆による境界確定や寄附によって解消を進める自治体も多い。